# Antoine Chiaramonti
Antoine Paul Chiaramonti (Andorra la Vella, 1 mei 1991) is een Andorrees voetbalscheidsrechter. Hij is in dienst van FIFA en UEFA sinds 2023. Ook leidt hij sinds 2022 wedstrijden in de Primera Divisió.
Op 6 maart 2022 leidde Chiaramonti zijn eerste wedstrijd in de Andorrese nationale competitie. Tijdens het duel tussen Atlètic Club d'Escaldes en UE Santa Coloma (1–1) trok de leidsman driemaal de gele kaart. In Europees verband debuteerde hij op 13 juli 2023 tijdens een wedstrijd tussen KA Akureyri en Connah's Quay Nomads in de eerste voorronde van de UEFA Europa Conference League; het eindigde in 2–0 en de scheidsrechter gaf vier spelers geel. Zijn eerste interland floot hij op 19 november 2024, toen Gibraltar met 1–1 gelijkspeelde tegen Moldavië door een doelpunt van Liam Walker en een tegentreffer van Victor Mudrac. Tijdens deze wedstrijd hield Chiaramonti zijn kaarten op zak.

## Interlands
| Datum            | Plaats    | Wedstrijd            | Uitslag | Competitie        | Kreeg geel | Kreeg voor de tweede keer geel en dus rood | Weggestuurd |
| ---------------- | --------- | -------------------- | ------- | ----------------- | ---------- | ------------------------------------------ | ----------- |
| 19 november 2024 | Gibraltar | Gibraltar – Moldavië | 1 – 1   | Vriendschappelijk | 0          | 0                                          | 0           |

Laatst bijgewerkt op 20 november 2024.